# Sedlecká monstrance
Sedlecká monstrance je gotická věžová monstrance - liturgický předmět z konce 14. století. Jedná se zřejmě o nejstarší gotickou monstranci na světě. Nachází se v chrámu cisterciáckého kláštera v Sedlci u Kutné Hory.

## Popis

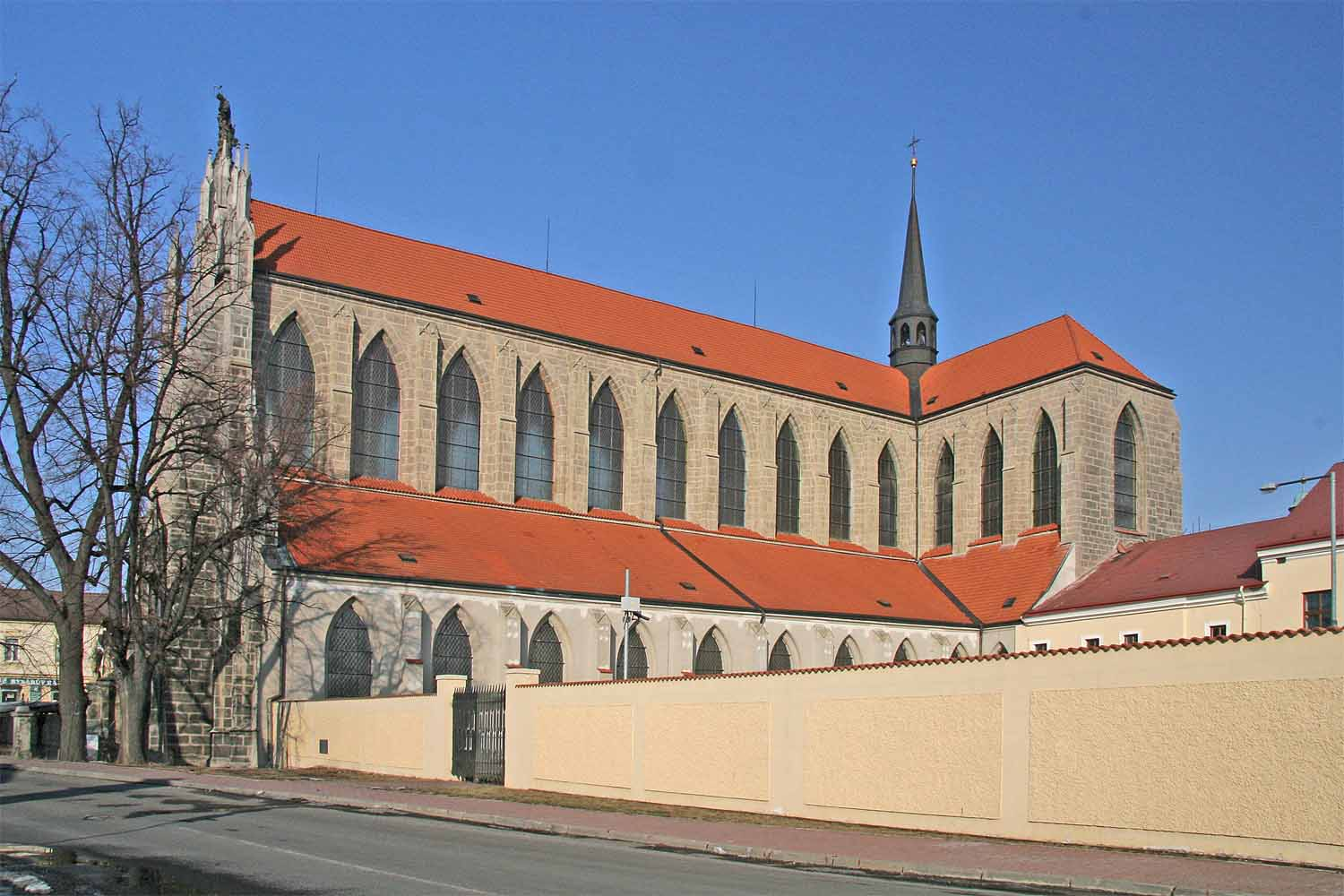
Klášterní kostel Nanebevzetí Panny Marie a svatého Jana Křtitele v Sedlci u Kutné Hory

Sedlecká věžová monstrance je zhotovena ze zlaceného stříbra, je vysoká je 97 cm a váží 4,7 kg. Byla vyrobena na konci 14. století v dílně Petra Parléře a její tvar připomíná průčelí sedlecké katedrály. Je nejstarší z deseti existujících gotických monstrancí na světě.
Monstrance byla vyrobena kolem roku 1390 původně pro sedlecký kostel sv. Filipa a Jakuba nově založeného bratrstva Božího Těla, který dnes již neexistuje. Poté přešel do majetku tamního cisterciáckého opatství.
V roce 1421 byl Sedlecký klášter vyrabován a vypálen husitskými vzbouřenci, monstrance však zůstala uchráněna. Podle pozdější legendy ji měli mniši zazdít do štítu katedrály a náhodně ji měl objevit kutnohorský kat při střílení kavek, poté, co šípem odloupl část omítky ve štítu. Skutečnost však byla taková, že mniši v předtuše napadení kláštera, monstranci spolu s dalšími cennostmi převezli do kláštera v Klosterneuburgu u Vídně.
Do roku 2011 byla uložena v expozici Národní galerie v Praze, která provedla renovaci předmětu. Poté byla převezena do Turnova, kde byla výtvarníkem Jiřím Urbanem zhotovena její kopie, která je umístěna v klášterním kostele. Originál byl několika stovkách let 26. června 2011 převezen na žádost sedlecké farnosti zpět do Sedlce a je vystaven v klášterním muzeu.
Po korunovačních klenotech a relikviáři svatého Maura se jedná se o třetí nejvzácnější klenot v Česku (čtvrtým je Závišův kříž). Hodnota monstrance byla vyčíslena na 5,5 milionu korun, avšak její historickou hodnotu nelze vyčíslit.